# Marianne Engeser

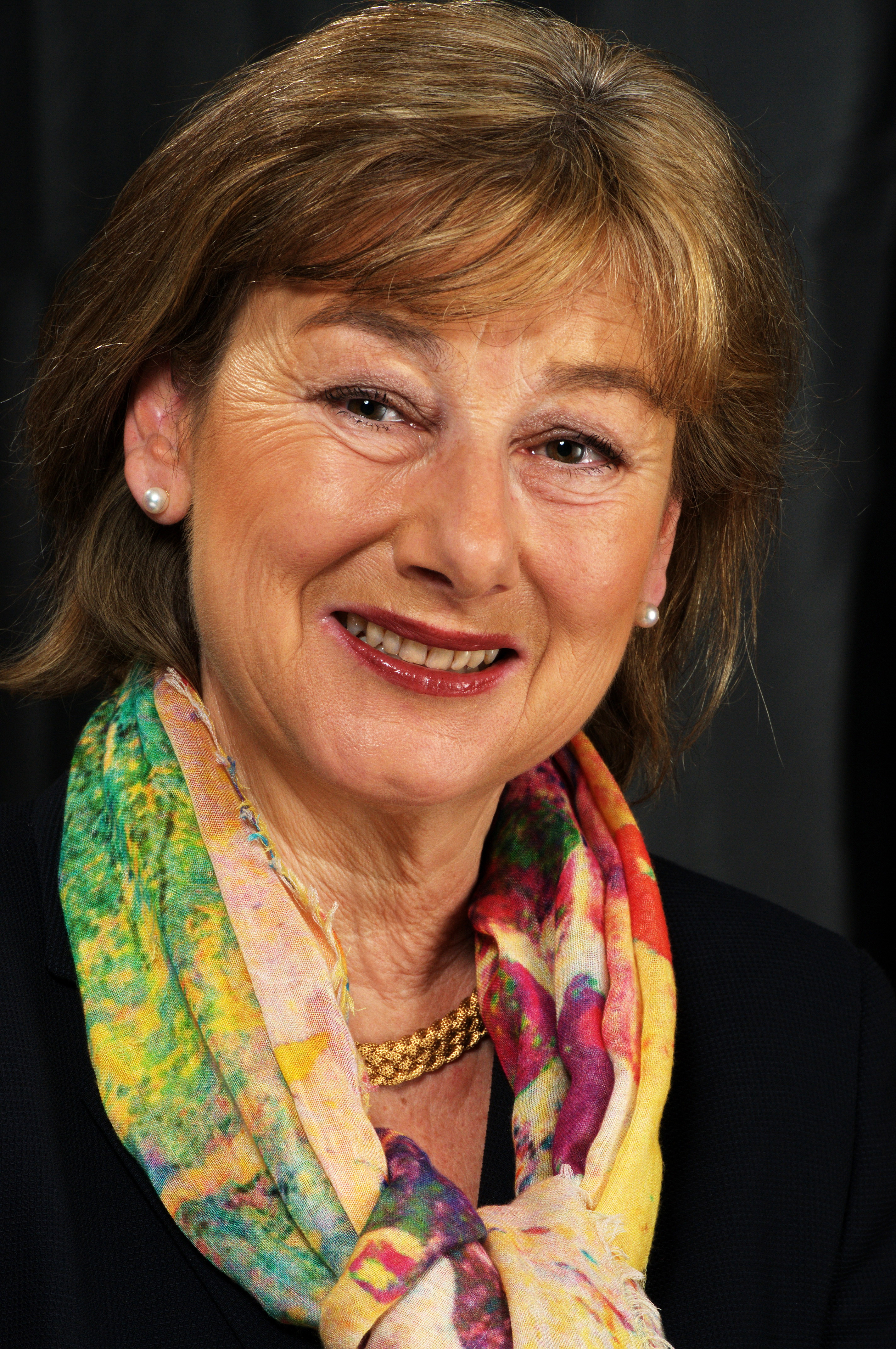
Marianne Engeser 2013

Marianne Engeser (* 11. Januar 1957 in Pforzheim) ist eine baden-württembergische Politikerin der CDU und war vom 1. September 2011 bis 2016 Abgeordnete im Landtag von Baden-Württemberg.

## Ausbildung und Beruf
Marianne Engeser studierte nach dem Abitur am Reuchlin-Gymnasium in Pforzheim Pharmazie an der Ruprecht-Karls-Universität Heidelberg. 1986 wurde sie an der Philipps-Universität Marburg zum Dr. rer. nat. promoviert.

## Politische Tätigkeit
Marianne Engeser trat 1998 der CDU bei. Von 2001 bis 2013 war sie Kreisvorsitzende der Frauen Union Enzkreis/Pforzheim. Bei den Kommunalwahlen 1999 wurde sie in den Gemeinderat der Stadt Pforzheim gewählt, dem sie immer noch angehört. Ihr kommunalpolitischer Schwerpunkt liegt in der Schul- und Sozialpolitik. Sie ist Sprecherin der CDU-Fraktion im Schulausschuss des Pforzheimer Gemeinderats.
Bei der Landtagswahl in Baden-Württemberg am 27. März 2011 war sie im Landtagswahlkreis Pforzheim Zweitkandidatin für den damaligen Ministerpräsidenten Stefan Mappus. Nach seinem Ausscheiden aus dem Landtag übernahm sie sein Landtagsmandat am 1. September 2011. Marianne Engeser war Mitglied im Ausschuss für Integration sowie im Ausschuss für Arbeit und Sozialordnung, Familie, Frauen und Senioren des Landtages. Sie war Sprecherin für Drogen- und Suchtpolitik der CDU-Landtagsfraktion. Bei der Landtagswahl in Baden-Württemberg 2016 unterlag sie im Kampf um das Direktmandat jedoch Bernd Grimmer von der AfD; da ihr prozentuales Ergebnis ebenso bei der Zweitauszählung unter denen der meisten übrigen baden-württembergischen CDU-Wahlkreiskandidaten lag, verfehlte sie den erneuten Einzug in den Landtag.

## Ehrenämter
Marianne Engeser ist erste Vorsitzende des Fördervereins Hospiz Pforzheim Enzkreis e.V.

## Familie und Privates
Marianne Engeser lebt in Pforzheim und ist katholisch. 1983 heiratete sie den Arzt Peter Engeser. Das Paar hat vier erwachsene Kinder.